# Хаген (Гуммерсбах)
Хаген (нем. Hagen) — отдельное небольшое поселение города Гуммерсбах (район Обербергиш, административный округ Кёльн, земля Северный Рейн-Вестфалия, Германия).

## География

### Положение

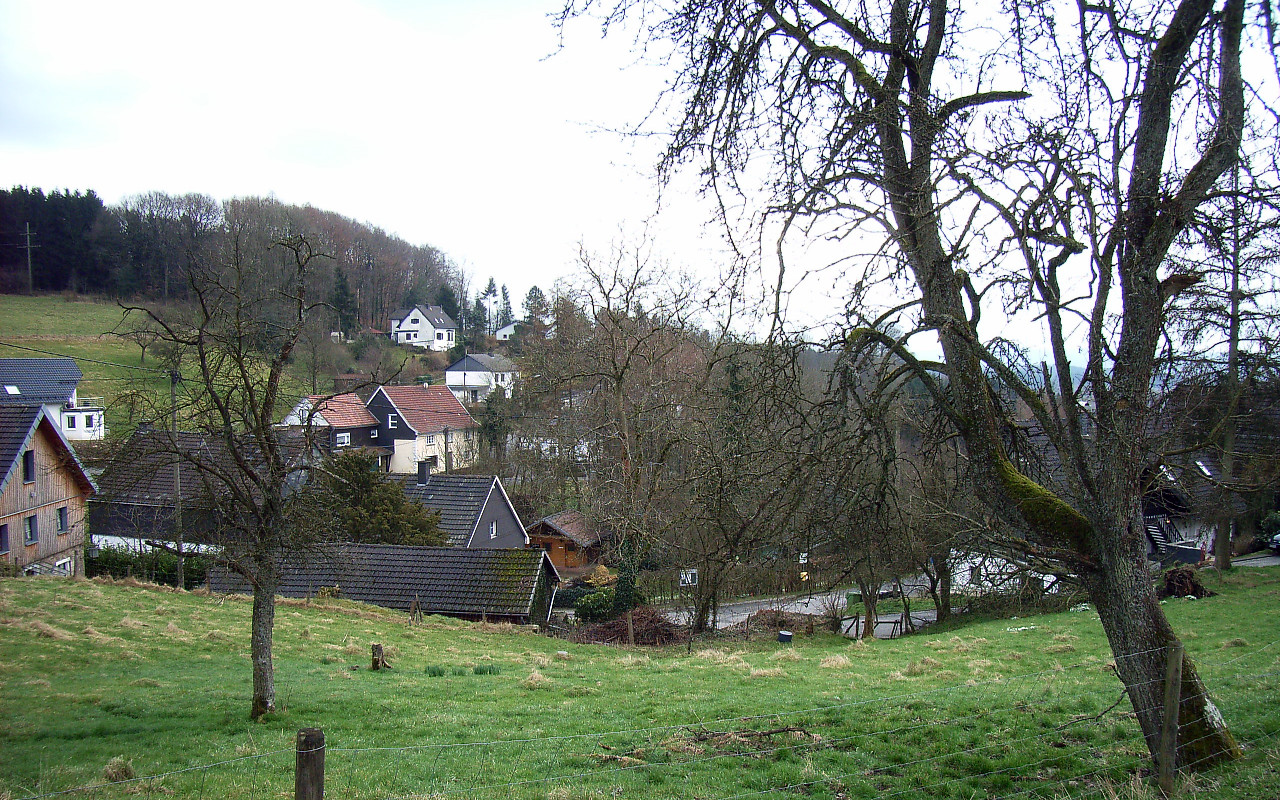
Хаген расположен на холмистой местности

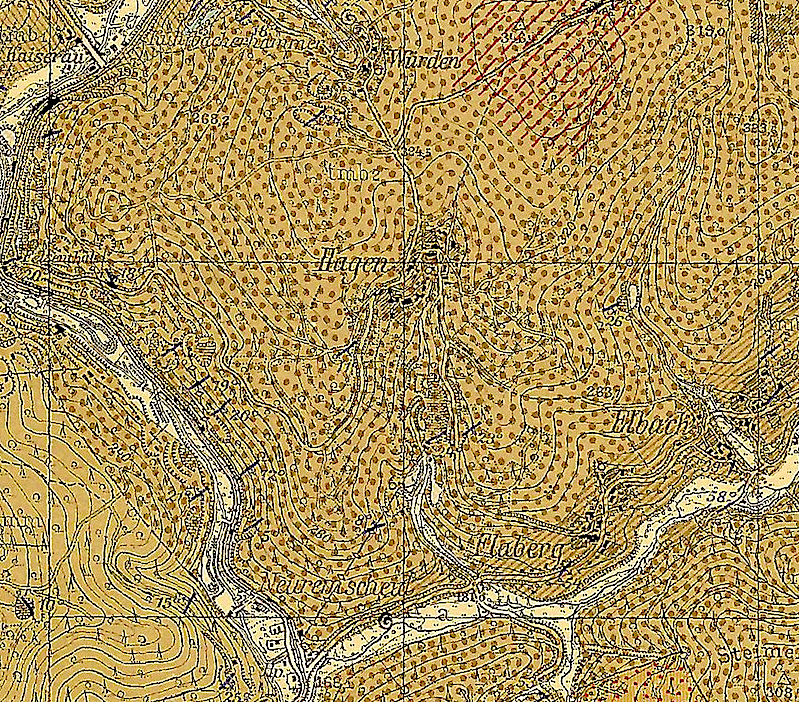
Хаген на геологической карте 1930

Родт расположен на западной окраине города Гуммерсбах, на границе с территорией городов Энгельскирхен и Линдлар. Соседние поселения — Вюрден и Флаберг, отстоящие от Хагена менее, чем на километр. Поселение расположено примерно в 11 км от центра города

### Рельеф, геология и тектоника
Хаген расположен вблизи водораздельного пространства между долинами водотоков Гельпе (нем. Gelpe) и Леппе, сливающихся юго-западнее Хагена. Местность холмистая. К северо-западной окраине поселения примыкает старый заброшенный карьер, заросший смешанно-дубовым лесом. Эта территория признана нуждающимся в охране биотопом, которому присвоен код BK-4910-194.
В физико-географическом районировании Германии поселение Хаген расположено в малом природно-территориальном комплексе Леппехохфлехе (338.222), расположенном в Рейнских Сланцевых горах.
В геологическом отношении поселение Хаген расположено на территории, сложенной преимущественно мелкозернистым граувакковым песчаником Унненбергской толщи (Бранденбургский под'ярус нижнего (Айфельского) яруса среднего девона) возрастом примерено 390 млн. лет .
В тектоническом отношении территория относится к Линдларской мульде, отложения которой в последующие периоды тектонической активности были смяты в пологие складки и перемещены в пространстве по глубоким разломан земной коры.

## История
Это поселение впервые упоминается в документе 1542 года (в "турецком налоговом списке")(нем. Reichstürkenhilfe). В то врем существовал налог, который император Священной Римской империи требовал от имперских поместий во время турецких войн, чтобы отразить «турецкую угрозу». В этом списке поселение называется Энгельберт Флинс-им-Хаген.
Деревня Хаген принадлежала имперскому правлению Гимборн-Нойштадт (нем. Grafschaft Gimborn) до 1806 года.

## Досуг
между Хагеном, Вюрденом и Бергхаузеном простирается поле для гольфа Гимборнер Ланд (нем. Gimborner Land).

## Общественный транспорт
Автобусная остановка Хаген/Вюрден (нем. Hagen/Würden) соединяет Хаген автобусной линией 316 с центром и ж.д. станцией Гуммерсбах и Нойремшайдом (нем. Neuremscheid).

## Галерея

Зимние виды окрестностей Хагена
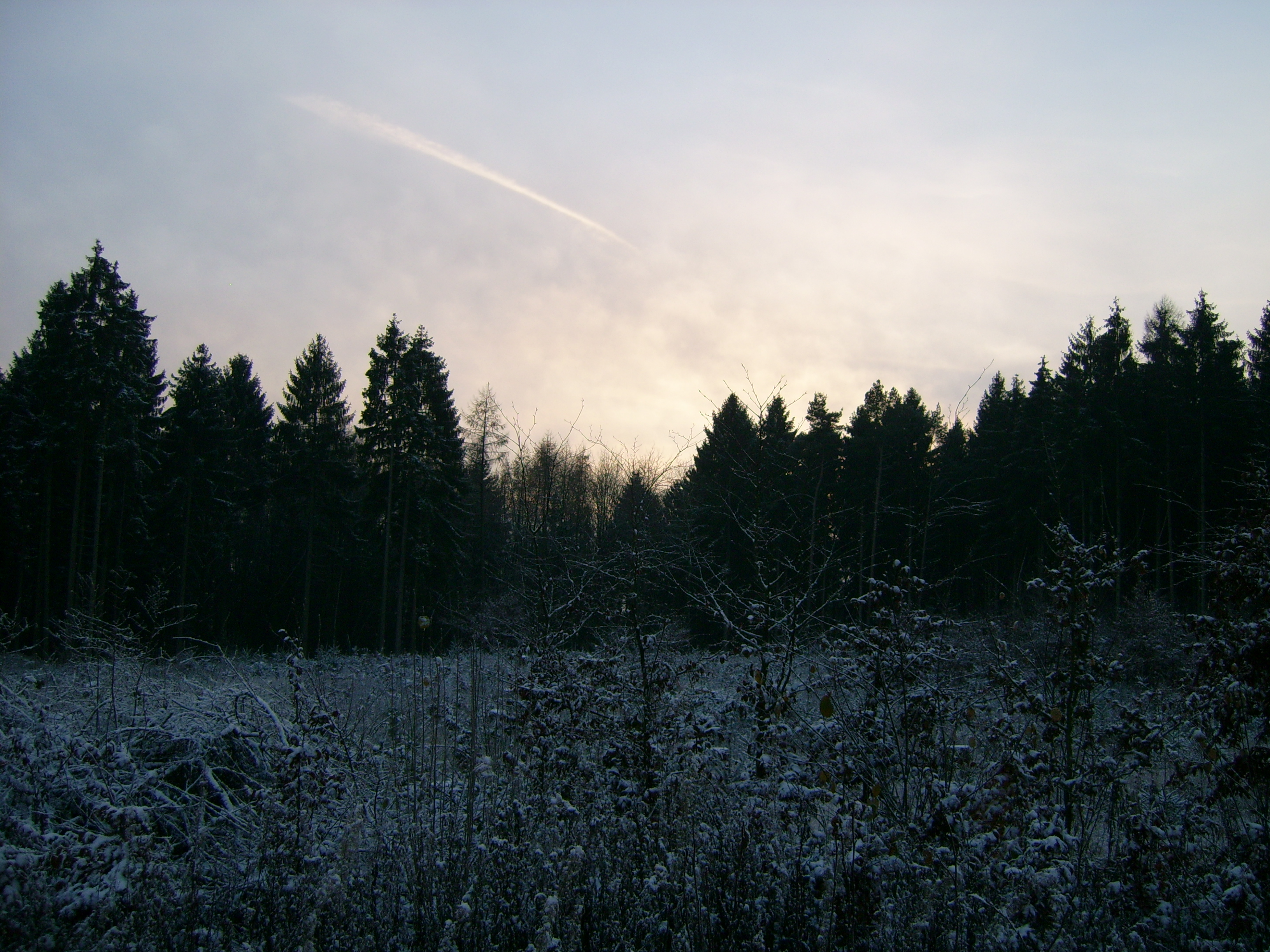
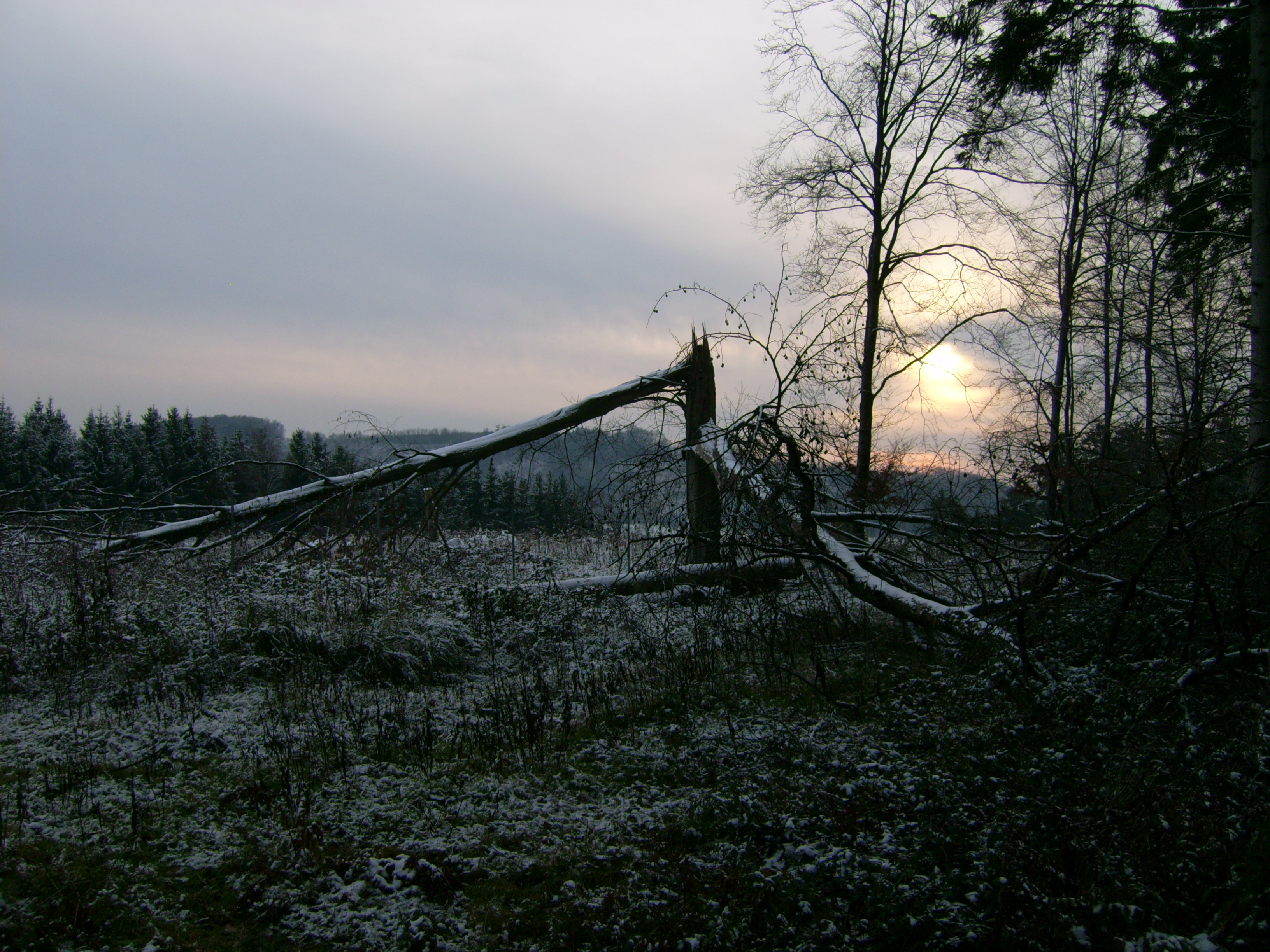
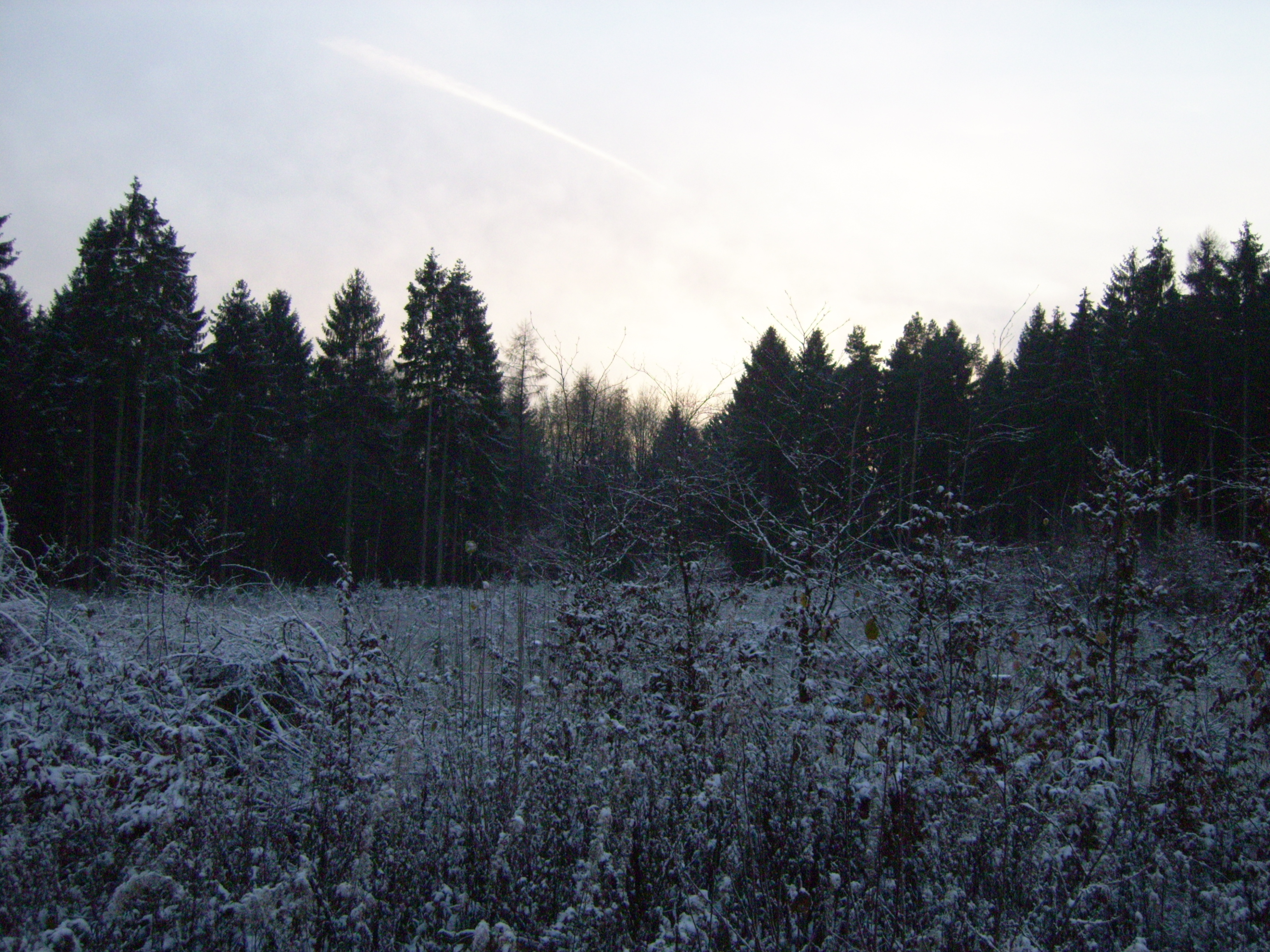
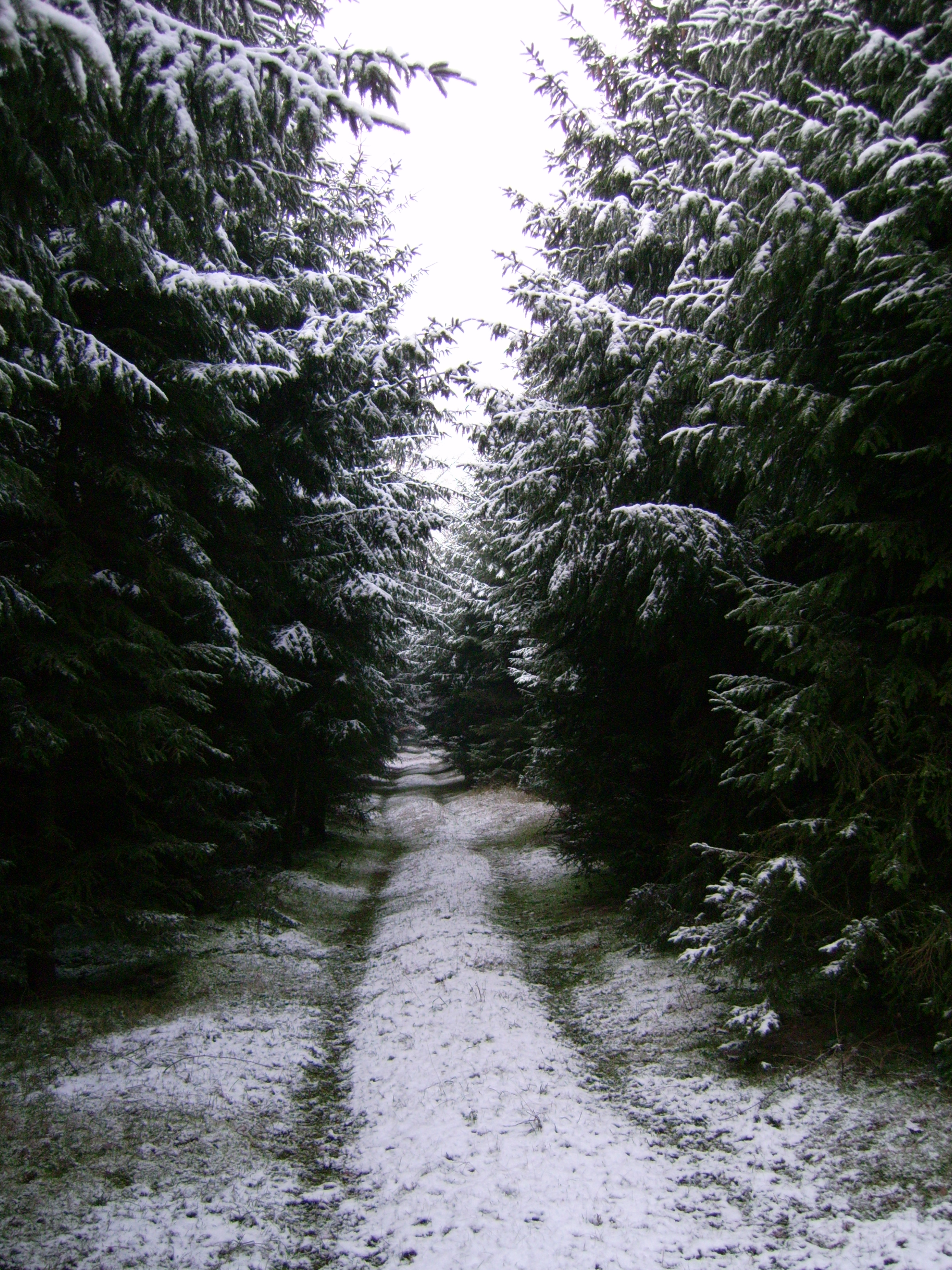